# Palaciosrubios
Palaciosrubios ist ein Ort und eine kleine westspanische Gemeinde (municipio) in der Provinz Salamanca in der Autonomen Gemeinschaft Kastilien-León. 2024 hatte die Gemeinde 299 Einwohner.

## Geographie
Palaciosrubios befindet sich etwa 38 Kilometer ostnordöstlich vom Stadtzentrum der Provinzhauptstadt Salamanca in einer Höhe von ca. 810 m am Río Mazores.

## Bevölkerungsentwicklung
| Jahr      | 1900 | 1920 | 1950 | 1970 | 1981 | 1991 | 2001 | 2011 | 2021 |
| Einwohner | 716  | 753  | 1047 | 799  | 774  | 635  | 536  | 435  | 329  |

## Sehenswürdigkeiten
- Andreaskirche (Iglesia de San Andrés)

## Persönlichkeiten
- Juan López de Palacios Rubios (1450–1524), Jurist und Gesandter